# Famiglia logica
In elettronica digitale, la famiglia logica è una modalità di realizzazione a livello di circuito di un componente logico digitale. Nei circuiti integrati rappresenta un insieme di porte logiche realizzate per mezzo di un design particolare, caratterizzate dai medesimi livelli logici e tensione di alimentazione. In passato le famiglie logiche erano realizzate come componenti individuali, ognuno dei quali contenente una o più funzioni logiche elementari, che costituivano la base per l'implementazione di blocchi logici più complessi.
Ogni famiglia logica è caratterizzata da una funzione logica principale, alla quale corrisponde la porta logica base della famiglia, che solitamente è la funzione NOT (inversione logica). La caratteristica tipica di una famiglia logica è che componenti o celle appartenenti alla stessa famiglia logica sono fra loro compatibili, cioè possono essere collegati direttamente. Ciò non vale in generale per componenti o celle appartenenti a famiglie logiche diverse :
Il termine "famiglia logica" è anche utilizzato per indicare un insieme di tecniche utilizzate per implementare la logica all'interno di circuiti Very large scale integration, come CPU, memorie e altre funzioni logiche complesse.

## Classificazione delle famiglie logiche
Le famiglie logiche possono essere divise in più categorie, di seguito riportate in ordine cronologico:
- Diode logic (DL)
- Direct-coupled transistor logic (DCTL)
- Resistor-transistor logic (RTL)
- Resistor-capacitor transistor logic (RCTL)
- Diode-transistor logic (DTL)
- Emitter-coupled logic (ECL)[1]
  - Positive emitter-coupled logic (PECL)
  - Low-voltage positive emitter-coupled logic (LVPECL)
- Gunning transceiver logic (GTL)
- Transistor-transistor logic (TTL) and variants
- Logica PMOS (PMOS)
- Logica NMOS (NMOS)
  - Depletion-load N-type metal–oxide–semiconductor logic (HMOS)
- Complementary metal–oxide–semiconductor logic (CMOS)
- Bipolar complementary metal–oxide–semiconductor logic (BiCMOS)
- High threshold logic (HTL)
- Integrated injection logic (I2L)

Le famiglie logiche DL, RTL, DTL, ed ECL derivano dai circuiti logici usati nei primi computer, inizialmente realizzati tramite componenti discreti. Le logiche PMOS e I2L sono invece state usate per periodi relativamente brevi, in particolare all'interno di circuiti LSI, e sono considerate obsolete.
Le famiglie logiche che nel 2010 sono utilizzate su larga scala sono le ECL, CMOS, e BiCMOS. Di queste, in particolare, la ECL è usata in applicazioni di nicchia, ad elevata frequenza di commutazione, mentre la logica CMOS è largamente dominante nei circuiti integrati VLSI.

## Tavola delle famiglie logiche per circuiti integrati
| Famiglia | Descrizione               | Ritardo di propagazione (ns) | Velocità di toggle(MHz) | Potenza per porta logica @1 MHz (mW) | Tensione di alimentazione V (range) | Anno di sviluppo | Remarks |
| -------- | ------------------------- | ---------------------------- | ----------------------- | ------------------------------------ | ----------------------------------- | ---------------- | --- |
| RTL      | Resistor-transistor logic | __                           | 4                       | 10                                   | 3.3                                 | 1963             | Logica utilizzata dalla prima CPU costruita.                                                                            |
| DTL      | Diode-transistor logic    | __                           | __                      | 10                                   | 5                                   | 1962             | Introdotta dalla Signetics, la linea Fairchild 930 divenne lo standard industriale nel 1964                             |
| CMOS     | AC/ACT                    | 3                            | 125                     | 0.5                                  | 3.3 or 5 (2-6 or 4.5-5.5)           | 1985             | ACT ha livelli compatibili con la TTL                                                                                   |
| CMOS     | HC/HCT                    | 9                            | 30                      | 0.5                                  | 5 (2-6 or 4.5-5.5)                  | 1982             | HCT ha livelli compatibili con la TTL                                                                                   |
| CMOS     | 4000B/74C                 | 30                           | 5                       | 1.2                                  | 10V (3-18)                          | 1970             | |
| TTL      | Original series           | 10                           | 25                      | 10                                   | 5 (4.75-5.25)                       | 1964             | Several manufacturers                                                                                                   |
| TTL      | L                         | 33                           | 3                       | 1                                    | 5 (4.75-5.25)                       | 1964             | Basso consumo energetico                                                                                                |
| TTL      | H                         | 6                            | 43                      | 22                                   | 5 (4.75-5.25)                       | 1964             | Alta frequenza di commutazione                                                                                          |
| TTL      | S                         | 3                            | 110                     | 19                                   | 5 (4.75-5.25)                       | 1969             | Schottky high speed |
| TTL      | LS                        | 10                           | 33                      | 2                                    | 5 (4.75-5.25)                       | 1976             | Low power Schotky high speed                                                                                            |
| TTL      | ALS                       | 4                            | 34                      | 1.3                                  | 5 (4.5-5.5)                         | 1976             | Advanced Low power Schottky                                                                                             |
| TTL      | F                         | 3.5                          | 100                     | 5.4                                  | 5 (4.75-5.25)                       | 1979             | Veloce |
| TTL      | AS                        | 2                            | 105                     | 8                                    | 5 (4.5-5.5)                         | 1980             | Advanced Schottky |
| TTL      | G                         | 1.5                          | 1125 (1.125 GHz)        |                                      | 1.65 - 3.6                          | 2004             | Prima logica della Serie 7400 La G sta per Gold Doped (drogaggio ad Oro per uccidere velocemente la carica minoritaria) |
| ECL      | ECL III                   | 1                            | 500                     | 60                                   | -5.2(-5.19 - -5.21)                 | 1968             | Improved ECL |
| ECL      | MECL I                    | 8                            |                         | 31                                   | -5.2                                | 1962             | Caratterizza il primo circuito integrato prodotto                                                                       |
| ECL      | ECL 10K                   | 2                            | 125                     | 25                                   | -5.2(-5.19 - -5.21)                 | 1971             | Motorola |
| ECL      | ECL 100K                  | .75                          | 350                     | 40                                   | -4.5(-4.2 - -5.2)                   | 1981             | |
| ECL      | ECL 100KH                 | 1                            | 250                     | 25                                   | -5.2(-4.9 - -5.5)                   | 1981             | |